# Aniceto Esquivel Sáenz

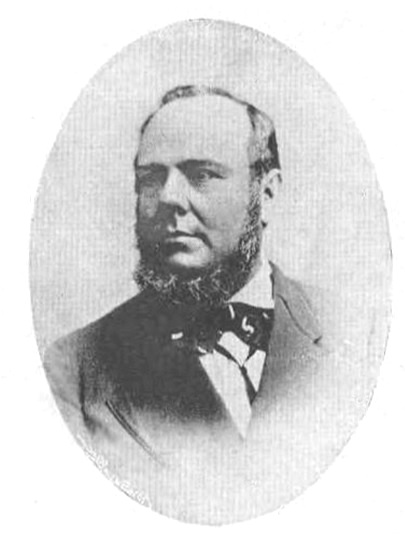
Aniceto Esquivel Sáenz (1876)

Aniceto del Carmen Esquivel Sáenz (* 18. April 1824 in Cartago, Costa Rica; † 22. Oktober 1898 in San José) war von 8. Mai bis 30. Juli 1876 Präsident von Costa Rica.

## Leben

### Herkunft und frühe Laufbahn
Seine Eltern waren Úrsula Sáenz y Ulloa und Narciso Esquivel y Salazar. Er studierte am Casa de Enseñanza de Santo Tomás und machte einen Abschluss in Rechtswissenschaft an der Universidad de San Carlos de Guatemala.
Am 29. Februar 1856 heiratete er in San José, Ana Isaura Carazo Peralta, Tochter von María Toribia Peralta y Echavarría und Manuel José Carazo Bonilla. In dieser Ehe wurden dreizehn Kinder geboren: Julia, Jorge Adolfo, Matilde Adela (Sor María Caridad de Sión), Roberto, Paulina, Sara, Alfredo, Adriana, Isaura, Aniceto y Rosa Esquivel Carazo.
Neben seiner Anwaltstätigkeit war er einer der Gründer der Banco de la Unión, die 1877 eröffnete. Unter diesem Namen emittierte sie zwischen 1877 und 1889 Geld, unter ihrem heutigen Namen Banco de Costa Rica emittierte sie zwischen 1895 und 1899 Geld.
Er war Richter am obersten Gerichtshof, Mitglied der verfassungsgebenden Versammlungen von 1859, 1870 und 1880. Von 1860 bis 1863 und 1866 bis 1868 war er Regierungsminister. 1868 bis 1869 war er Außenminister im Regierungskabinett von Jesús Jiménez Zamora, 1870 bis 1872 Mitglied des Staatsrates unter der Präsidentschaft von Tomás Guardia Gutiérrez. In den Jahren 1872–1876, 1884–1892 und 1894–1896 war er Abgeordneter im Parlament für San José und 1886–1889 und 1891 saß er den verfassungsgebenden Versammlungen vor.

### Präsidentschaft
Die Wahlen im April 1876 fanden nach dem Geschmack des Herrschers Tomás Guardia Gutiérrez statt. Sáenz wurde für die Amtszeit von 1876 bis 1880 zum Präsidenten gewählt. Er trat das Amt am 8. Mai 1876 an.
Mit Diplomatie konnten die Konflikte mit der Regierung Pedro Joaquín Chamorro y Alfaro in nichtmilitärische Bahnen gelenkt werden. In seiner Regierungszeit wurde der Beginn des Haushaltsjahres auf den 1. Januar gelegt. Mit der Regierung von Justo Rufino Barrios Auyón wurde der Tratado Guardia-Salazar vereinbart.
Seine politischen Zielvorstellungen wichen von denen des Oberbefehlshabers Tomás Guardia Gutiérrez wesentlich ab. Am 30. Juli 1876 wurde er durch einen Putsch, den die Generäle Pedro und Pablo Quirós Jiménez ausführten, gestürzt und Vicente Herrera Zeledón als Präsident eingesetzt.